# Taras Borodajkewycz
Taras Borodajkewycz (* 1. Oktober 1902 in Wien-Josefstadt; † 3. Jänner 1984 in Wien; bis 1919 Taras von Borodajkewycz) war ein österreichischer nationalsozialistischer Historiker. Von 1955 bis zu seiner Zwangspensionierung 1971 war er Professor an der Wiener Hochschule für Welthandel.

## Leben
Taras Borodajkewycz wurde 1902 als Sohn des galizischstämmigen Beamten Wladimir Borodajkewycz (* 23. April 1875 in Stryj, Galizien) und dessen Frau Henriette, geborene Löwe (* 18. November 1876 in Wien) geboren. Der Vater war zur Zeit seiner Geburt Konzipist bei den k.k. Staatsbahnen und später, wie sich aus Eintragungen in Lehmanns Wiener Adressbuch ergibt, Ingenieur und Beamter der dem k.k. Eisenbahnministerium direkt unterstehenden Staatsbahnen, zuletzt mit dem Amtstitel Oberbahnrat.
Zu Borodajkewyczs Geburtsort gibt es in der Literatur unterschiedliche Angaben. Neben Baden bei Wien wird auch Galizien (heute Teil der Ukraine) angegeben. Laut seinem Geburtseintrag wurde er im Wiener Stadtbezirk Josefstadt geboren und am 15. November 1906 in Wien griechisch-katholisch  getauft und gefirmt. Er soll in Baden bei Wien aufgewachsen sein. 
In der Zwischenkriegszeit gehörte Borodajkewycz dem katholisch-nationalen Lager um die Christlichsoziale Partei, die führende Regierungspartei, an, wo versucht wurde, katholisches mit deutschnationalem Gedankengut zu verbinden. Spätestens Mitte der 1930er Jahre geriet er in den Bannkreis der österreichischen NSDAP. Nach abgebrochenem Theologie- sowie Philosophiestudium an der Universität Wien machte Borodajkewycz 1932 seinen Abschluss in Geschichte und wurde kurz darauf Assistent des Historikers Heinrich Srbik. Seine Dissertation trug den Titel Constantin von Höflers Werdezeit. Ein Beitrag zur geistigen Auseinandersetzung des Katholizismus mit dem deutschen Denken in der 1. Hälfte des 19. Jh. Mit ihr wurde er zum Dr. phil. promoviert.
Von Jänner 1934 bis 1945 war er Mitglied der in Österreich bis 1938 verbotenen NSDAP ("Illegaler"), am 12. Juni 1938 beantragte er dann die reguläre Aufnahme in die Partei und wurde rückwirkend zum 1. Mai desselben Jahres aufgenommen (Mitgliedsnummer 6.124.741). Er war später SS-Mitglied und SS-Schulungsleiter. Zuvor war Mitglied der Studentenverbindung KaV Norica Wien, bei seinem Eintritt Mitgliedsverbindung im Cartellverband der katholischen deutschen Studentenverbindungen, ab 1933 im abgespaltenen Österreichischen Cartellverband. Unmittelbar nach dem Zweiten Weltkrieg, als die entsprechenden Verbindungsgremien wieder tagen konnten, wurde er wegen seines NSDAP-Engagements ausgeschlossen.

## Universitätskarriere
1937 wurde Borodajkewycz in der Ständestaatsdiktatur Dozent an der Universität Wien. Während der NS-Diktatur war er von 1942 bis 1945 außerordentlicher Universitätsprofessor für Geschichte an der Deutschen Universität Prag.
1946 wurde er als „Minderbelasteter“ eingestuft und erreichte somit seine Entnazifizierung. 1949 nahm Borodajkewycz gemeinsam mit anderen ehemals prominenten Nationalsozialisten an der Oberweiser Konferenz teil. Infolge seiner guten Beziehungen zur ÖVP, insbesondere zum damaligen Unterrichtsminister Heinrich Drimmel und dem späteren Bundeskanzler Josef Klaus, der sich in der Ersten Republik als Spitzenfunktionär der antisemitischen Deutschen Studentenschaft betätigt hatte, erhielt Borodajkewycz 1955 einen Lehrstuhl für Wirtschaftsgeschichte an der damaligen Hochschule für Welthandel, der heutigen Wirtschaftsuniversität Wien.
Seine fortbestehenden Sympathien für den Nationalsozialismus waren offensichtlich; in seinen Vorlesungen machte er wiederholt neonazistische und antisemitische Aussagen, mit denen er zum Liebling der damals mehrheitlich rechtsgerichteten Studentenschaft wurde.

## Borodajkewycz-Affäre
1956 forderte „Der Freiheitskämpfer. Organ der Kämpfer für Österreichs Freiheit“ die Entlassung von Borodajkewycz als Lehrer an der Hochschule für Welthandel. Vom 1. Dezember 1961 an schrieb der damals 19-jährige Student Ferdinand Lacina, später sozialdemokratischer Finanzminister, in einer Borodajkewycz-Vorlesung dessen politische Kommentare mit. Der Professor bezeichnete beispielsweise Rosa Luxemburg als „jüdische Massenaufpeitscherin“ und lobte Hitlers Rede vom 15. März 1938 bei einer Massenkundgebung auf dem Wiener Heldenplatz unmittelbar nach dem „Anschluss Österreichs“ an das Deutsche Reich.
1962 thematisierte der Jusstudent Heinz Fischer, österreichischer Bundespräsident von 2004 bis 2016, in den sozialdemokratischen Zeitungen Arbeiter-Zeitung und Die Zukunft unter Nutzung der Lacina-Mitschriften die demokratische Erziehung an österreichischen Hochschulen und griff Borodajkewycz wegen seiner fragwürdigen Vorlesungen an. Um Lacinas Studienabschluss nicht zu gefährden, ließ Fischer die Quelle seiner Anschuldigungen ungenannt. Die Mitschriften wurden dem Richter nur anonymisiert vorgelegt; daher wurde Fischer in einem von Borodajkewycz angeregten Gerichtsverfahren wegen Ehrenbeleidigung zu einer Geldstrafe von 4.000 Schilling (damals etwa zwei Monatslöhne eines Angestellten) verurteilt. Borodajkewycz fühlte sich durch das Urteil in seinen Ansichten bestätigt und ließ sie in Vorlesungen verstärkt durchblicken.
1965 übergab der spätere Zeitungsgründer Oscar Bronner seinem Vater, dem Kabarettisten Gerhard Bronner, Lacinas Material. Bronner verarbeitete es in seiner satirischen TV-Sendung Zeitventil im ORF in Form eines fiktiven Interviews mit Borodajkewycz, wobei dessen „Antworten“ auf die gestellten Fragen Originalzitate des Professors waren. Da die Sendung eine große Zuschauerschaft hatte, wurden die am 18. März ausgestrahlten antisemitischen und antidemokratischen Äußerungen von Borodajkewycz einem großen Publikum bekannt. Das fiktive Interview endete mit einer diffamierenden antisemitischen Aussage über Hans Kelsen, den Schöpfer der österreichischen Verfassung. Daraufhin erschienen empörte Presseberichte über Borodajkewycz. Die Affäre eskalierte, als er zwei Tage später in der Universität eine Pressekonferenz abhielt, auf der er seine Äußerungen bekräftigte. Im Saal waren Unterstützer aus den Reihen der Burschenschaften, die Beifall klatschten, als Borodajkewycz sich antisemitisch äußerte. Als er sich stolz zu seiner NSDAP-Mitgliedschaft bekannte, bekam er ebenfalls Beifall. Er berief sich auf die Hochschulautonomie und die Forschungsfreiheit. Schon am nächsten Tag und ebenso an den folgenden Tagen gab es Demonstrationen von Gegnern des Nationalsozialismus und gegen seine Person, die unter dem Motto „Wider den Faschismus“ standen.
Am 26. März 1965 wurde Borodajkewycz vor seinem Wohnhaus in Wien angeblich „von drei oder vier unbekannten Burschen“ überfallen, aber nicht verletzt. Sein ihn begleitender Sohn Olaf „erlitt Verletzungen leichten Grades an der Oberlippe“.
Am 31. März 1965 demonstrierten Vertreter von Studentenorganisationen, ehemalige Widerstandskämpfer sowie Gewerkschafter im Ersten Bezirk von Wien gegen Borodajkewycz. Beim Zusammenstoß mit einer vom Ring Freiheitlicher Studenten (RFS), der Studentenorganisation der FPÖ, organisierten Gegendemonstration wurde der ehemalige Widerstandskämpfer Ernst Kirchweger von dem Studenten und bereits zu einer Gefängnisstrafe verurteilten Neonazi Günther Kümel beim Hotel Sacher mit einem Faustschlag ins Gesicht niedergeschlagen; er erlitt Verletzungen, an denen er zwei Tage später starb. Kirchweger gilt als erstes Todesopfer aufgrund einer politischen Gewalttat in der Zweiten Republik.
Im April 1965 wurde das Ehrenbeleidigungsverfahren gegen Fischer wieder aufgenommen. Auf Grund der Aussage Lacinas, der mittlerweile sein Studium abgeschlossen hatte, wurde das Urteil gegen Fischer aufgehoben; Borodajkewyczs Berufung dagegen wurde abgewiesen.
Schließlich wurde Borodajkewycz – nach langem Widerstand des zuständigen Unterrichtsministers Theodor Piffl-Perčević – 1971 bei vollen Bezügen zwangsweise pensioniert. In den folgenden Jahren veröffentlichte er noch einige Texte, unter anderem in den Eckartschriften der Österreichischen Landsmannschaft.

## Schriften
- Konstantin von Höflers Werdezeit. Ein Beitrag zur geistigen Auseinandersetzung des Katholizismus mit dem deutschen Denken in der 1. Hälfte des 19. Jh. [Universität] Wien, Phil. Dissertation vom 3. Februar 1932.
- Saint Germain. Diktat gegen Selbstbestimmung. (= Eckartschriften. Heft 31). Österreichische Landsmannschaft, Wien 1969.
- Wegmarken der Geschichte Österreichs (= Eckartschriften. Heft 42). Österreichische Landsmannschaft, 1972.